# Enock Mwepu
Enock Mwepu (Lusaka, 1º gennaio 1998) è un allenatore di calcio ed ex calciatore zambiano, di ruolo centrocampista, tecnico dell'Under-9 del Brighton.

## Caratteristiche tecniche
Mwepu era un centrocampista abile in fase difensiva in tackle, nel recuperare palloni e nell'esercitare pressione sugli avversari. Bravo nel gioco aereo, disponeva di buona tecnica (era abile a saltare l'uomo) oltre a essere un buon passatore.

## Carriera

### Club
Dopo avere trascorso i primi anni di carriera in Austria al Salisburgo e al Liefering, il 6 luglio 2021 viene ceduto al Brighton.
Il 10 ottobre 2022 è costretto a ritirarsi in seguito alla scoperta di una malattia cardiaca ereditaria, terminando precocemente la propria carriera.

### Nazionale
Viene inserito tra i 23 giocatori selezionati in occasione dei Mondiali di categoria in Corea del Sud. Complessivamente colleziona nella rassegna iridata cinque presenze e 2 reti, aiutando la propria squadra ad arrivare fino ai quarti di finale dove perdono ai supplementari contro l'Italia under 20 per 2-3.

### Allenatore
Dopo essersi ritirato dal calcio giocato, il 30 dicembre 2022, ha trovato un accordo con il Brighton, diventando l'allenatore dell'Under-9.

## Palmarès

### Club

#### Competizioni nazionali
- Campionato austriaco: 3

Salisburgo:  2018-2019, 2019-2020, 2020-2021
- Coppa d'Austria: 3

Salisburgo: 2018-2019, 2019-2020, 2020-2021

### Nazionale
- African Youth Championship: 1

Zambia 2017